# Dave Piontek
David Vincent "Dave" Piontek (Bethel Park, Pennsylvania, 27 de agosto de 1934-Scottsdale, Arizona, 12 de mayo de 2004) fue un jugador de baloncesto estadounidense que disputó siete temporadas en la NBA. Con 1,98 metros de estatura, lo hacía en la posición de alero.

## Trayectoria deportiva

### Universidad
Jugó durante tres temporadas con los Musketeers de la Universidad de Xavier, donde promedió 15,7 puntos y 12,1 rebotes por partido. Al graduarse, era el líder histórico en anotación de su universidad. Hoy en día ocupa el puesto 24.

### Profesional
Fue elegido en la decimoséptima posición del Draft de la NBA de 1956 por Rochester Royals, donde jugó una temporada, en la que promedió 9,0 puntos y 4,9 rebotes por partido. Al año siguiente el equipo se trasladó a Cincinnati, donde jugó dos temporadas y media más, haciéndolo como sexto hombre, siendo la mejor de todas la 1958-59, en la que promedió 10,6 puntos y 5,3 rebotes por encuentro.
Mediada la temporada 1959-60 fue traspasado a St. Louis Hawks a cambio de Dave Gambee, donde en su primera temporada llegó a disputar las Finales de la NBA ante Boston Celtics, cayendo en el séptimo y definitivo partido. Piontek colaboró con 7,8 puntos y 4,8 rebotes de media.
Jugó una temporada más con los Hawks, pero se vio relegado al banquillo, y al año siguiente fue incluido en el Draft de Expansión por la llegada a la liga de un nuevo equipo, los Chicago Packers, siendo elegido por estos. Allí jugó una temporada, donde tampoco contó demasiado para su entrenador Jim Pollard, acabando el año con 4,8 puntos y 2,0 rebotes por partido.
Al año siguiente fue traspasado a Cincinnati Royals a cambio de Larry Staverman, donde jugaría su última temporada como profesional.

## Estadísticas de su carrera en la NBA

### Temporada regular
| Temporada | Edad | Equipo            | Liga | P   | TIT | MIN  | TC  | TCA  | %TC  | 3P | 3PA | %3P | TL  | TLA | %TL  | R.OF. | R.DEF. | REB | ASIS | ROB | TAP | PER | FP  | PTS  |
| 1956-57   | 22   | Rochester Royals  | NBA  | 71  |     | 24.8 | 3.6 | 9.0  | .403 |    |     |     | 1.7 | 2.6 | .667 |       |        | 4.9 | 1.5  |     |     |     | 2.0 | 9.0  |
| 1957-58   | 23   | Cincinnati Royals | NBA  | 71  |     | 14.5 | 2.1 | 5.6  | .378 |    |     |     | 1.3 | 2.1 | .629 |       |        | 3.6 | 0.7  |     |     |     | 1.9 | 5.6  |
| 1958-59   | 24   | Cincinnati Royals | NBA  | 72  |     | 23.3 | 4.2 | 11.3 | .375 |    |     |     | 2.2 | 3.2 | .687 |       |        | 5.3 | 1.7  |     |     |     | 2.3 | 10.6 |
| 1959-60   | 25   | TOTAL             | NBA  | 77  |     | 23.8 | 3.8 | 9.5  | .401 |    |     |     | 1.7 | 2.6 | .639 |       |        | 6.0 | 1.5  |     |     |     | 2.7 | 9.3  |
| 1959-60   | 25   | Cincinnati Royals | NBA  | 52  |     | 21.4 | 4.2 | 10.2 | .409 |    |     |     | 1.6 | 2.3 | .689 |       |        | 6.6 | 1.6  |     |     |     | 2.8 | 10.0 |
| 1959-60   | 25   | St. Louis Hawks   | NBA  | 25  |     | 28.9 | 3.0 | 7.9  | .381 |    |     |     | 1.8 | 3.2 | .563 |       |        | 4.8 | 1.4  |     |     |     | 2.7 | 7.8  |
| 1960-61   | 26   | St. Louis Hawks   | NBA  | 29  |     | 8.8  | 1.6 | 3.3  | .490 |    |     |     | 0.6 | 1.1 | .516 |       |        | 2.3 | 0.7  |     |     |     | 1.1 | 3.8  |
| 1961-62   | 27   | Chicago Packers   | NBA  | 45  |     | 13.6 | 1.8 | 5.0  | .369 |    |     |     | 0.9 | 1.3 | .661 |       |        | 3.4 | 0.7  |     |     |     | 2.0 | 4.6  |
| 1962-63   | 28   | Cincinnati Royals | NBA  | 48  |     | 9.5  | 1.3 | 3.3  | .380 |    |     |     | 0.2 | 0.3 | .625 |       |        | 2.0 | 0.5  |     |     |     | 1.4 | 2.7  |
| Total     |      |                   | NBA  | 413 |     | 18.5 | 2.9 | 7.4  | .391 |    |     |     | 1.4 | 2.1 | .652 |       |        | 4.3 | 1.2  |     |     |     | 2.0 | 7.2  |

### Playoffs
| Temporada | Edad | Equipo            | Liga | P  | MIN | TCA | TC  | 3PA | 3P | TLA | TL | R.OF. | REB | ASIS | ROB | TAP | PER | FP | PTS | %TC  | %3P | %FT  | MIN  | PTS | REB | AST |
| 1957-58   | 23   | Cincinnati Royals | NBA  | 2  | 27  | 4   | 10  |     |    | 2   | 5  |       | 10  | 0    |     |     |     | 7  | 10  | .400 |     | .400 | 13.5 | 5.0 | 5.0 | 0.0 |
| 1959-60   | 25   | St. Louis Hawks   | NBA  | 14 | 220 | 27  | 79  |     |    | 18  | 25 |       | 41  | 18   |     |     |     | 28 | 72  | .342 |     | .720 | 15.7 | 5.1 | 2.9 | 1.3 |
| 1960-61   | 26   | St. Louis Hawks   | NBA  | 1  | 10  | 1   | 7   |     |    | 0   | 0  |       | 3   | 1    |     |     |     | 2  | 2   | .143 |     |      | 10.0 | 2.0 | 3.0 | 1.0 |
| 1962-63   | 28   | Cincinnati Royals | NBA  | 8  | 68  | 8   | 17  |     |    | 4   | 7  |       | 16  | 1    |     |     |     | 7  | 20  | .471 |     | .571 | 8.5  | 2.5 | 2.0 | 0.1 |
| Total     |      |                   | NBA  | 25 | 325 | 40  | 113 |     |    | 24  | 37 |       | 70  | 20   |     |     |     | 44 | 104 | .354 |     | .649 | 13.0 | 4.2 | 2.8 | 0.8 |